# 中澤美奈
中澤美奈（1月27日—）是日本的女性聲優，茨城縣出身。隸屬於東京俳優生活協同組合。

## 人物
2018年3月在文化放送與手機遊戲《殺戮魅影》實施的共同企畫《「多重人格×新人聲優50」殺戮魅影聲優出道計劃》被選為其中的角色莫拉魯塔配音。
在通過「聲優賞 新人發掘甄選」後，2018年4月加入東京俳優生活協同組合。
2019年被選為擔任交換卡片遊戲《Z/X》內的偶像團體「SHiFT」的角色N配音、並與其他四名聲優展開演唱活動。

## 演出作品
※粗體字為主要角色。

### 電視動畫
2019年
- Re:Stage！Dream Days♪（女子柔道社員、女孩子、小孩）
- Z/X Code reunion（小笠原瑞穗）

### OVA
2023年
- 偶像大師 灰姑娘女孩 U149（佐城雪美）※Blu-ray第4卷收錄

### 遊戲
2014年
- Heroes Placement（小矢部童話、井田寶、鬼之雪）

2015年
- 幻影異聞録♯FE

2018年
- 殺戮魅影（莫拉魯塔〈好強的人格〉[2]）

2019年
- Brown Dust 棕色塵埃（諾亞[6]）
- 致全人類（邑樂幽幽子[7]）
- 偶像大師 灰姑娘女孩（佐城雪美）
- 偶像大師 灰姑娘女孩 星光舞台（佐城雪美[8]）
- Z/X Code OverBoost（馬爾席戴爾[9]）

### 電視節目
- 遊戲★Animax（2015年－2016年，Animax） - Max★Girls的Rana名義

### 其他
- RaBO produce vol.19 即興朗讀會「Halloween Reading Party」（2019年10月19、20日，高圓寺Studio K）
- Z/X（2019年，N[4]）

## 音樂CD

### 角色歌
| 發售日   | 商品名稱                 | 演唱名義                                      | 歌曲   | 備註                                         |
| 2016年   | 2016年                   | 2016年                                        | 2016年 | 2016年                                       |
| -------- | ------------------------ | --------------------------------------------- | ------ | -------------------------------------------- |
| 2月10日  | 幻影異聞錄♯FE 演唱精選輯 | Emotional KEY（奈波果林、若月星夏、中澤美奈） | 「     | 遊戲《幻影異聞錄♯FE》相關歌曲                |
| 2019年   |                          |                                               |        |                                              |
| 9月24日  | -                        | 佐城雪美（中澤美奈）                          | 「」   | 遊戲《偶像大師 灰姑娘女孩 星光舞台》相關歌曲 |
| 11月24日 |                          | SHiFT                                         | 「」   | 《Z/X -Zillions of enemy X-》相關歌曲        |
| 11月24日 | 「 SHiFT ver.」          | SHiFT                                         |        | 《Z/X -Zillions of enemy X-》相關歌曲        |
| 11月24日 | 「SHiFT!! ～～」         | SHiFT                                         |        | 《Z/X -Zillions of enemy X-》相關歌曲        |

### 组合成员
1. ↑  普莉茲姆（春村奈奈）、N（中澤美奈）、米莉（和泉風花）、亞古莉（星谷美緒）、佩克緹莉絲（會澤紗彌）

## 外部連結
- 事務所官方簡歷（页面存档备份，存于）（日語）
- 中澤美奈的X（前Twitter）（日語）